# Manassas (banda)
Manassas fue una banda de folk rock y country rock, creada por Stephen Stills en 1971. El núcleo de la banda ya había apoyado a Stills en su disco de julio de 1971, Stephen Stills 2. El  doble álbum, Manassas, fue publicado en mayo de 1972 y Down The Road en 1973. La banda, sin embargo, se separó en octubre de 1973. como consecuencia de que el grupo Crosby, Stills, Nash & Young habían vuelto a reunirse para actuar en directo, precisamente durante un concierto de Manassas en el Winterland Ballroom de San Francisco.
Passarelli y Lala continuaron en la banda de apoyo a Stills. Harris, Perkins y Hillman, por su parte, se unieron a la Souther-Hillman-Furay Band.

## Miembros de la banda
- Stephen Stills, cantante & guitarra (CSNY, ex-Buffalo Springfield)
- Chris Hillman, cantante & guitarra (ex-Byrds, Flying Burrito Brothers)
- Al Perkins, pedal steel guitar & guitarra (había tocado con Gram Parsons, entre otros)
- Calvin "Fuzzy" Samuel, bajo eléctrico (ex-CSNY y John Sebastian)
- Paul Harris, teclados (tocó con John Sebastian durante 1970-71)
- Dallas Taylor, batería (ex-Clear Light, CSNY y John Sebastian)
- Joe Lala, percusión (ex-Blues Image)
- Kenny Passarelli, bajo (había tocado con Joe Walsh; reemplazó a Samuels para la última gira del grupo, en  1973)

## Discografía

### Álbumes
- Manassas - julio de 1972
- Down The Road - mayo de 1973
- Pieces - septiembre de 2009

### Singles
- 1972 "It Doesn't Matter" / "Rock 'n' Roll Crazies - Cuban Bluegrass/Jet Set"
- 1972 "It Doesn't Matter" / "Fallen Eagle"
- 1972 "Rock'n'roll Crazies" - "Cuban Bluegrass" / "Colorado"
- 1973 "Isn't It About Time" / "So Many Times"
- 1973 "Guaguancó De Veró" / "Down the Road"